# Јаблоко
Руска уједињена демократска партија Јаблоко (рус. Росси́йская объединённая демократи́ческая па́ртия «Я́блоко») је руска социјално либерална политичка партија. Формирана је 1993. Назив Я́блоко је акроним од почетних слова имена оснивача партије и на руском значи јабука.
Јаблоко се залаже за веће политичке слободе и грађанска права, за већу интеграцију са Западом, за боље односе са САД и за чланство Русије у Европској унији.
На последњим парламентарним изборима 2011. Јаблоко је добила 2.252.403 (3,43%) гласова, дупло више него на претходним изборима, што ипак није било довољно да добије представнике у Думи.